# Palais de Justice - Gisèle Halimi (tramway de Rouen)
Palais de Justice - Gisèle Halimi est une station du tronc commun des lignes Technopôle et Georges Braque du tramway de Rouen (localement nommé « métro »). C'est une station souterraine située rive droite de la Seine, au centre-ville de Rouen, à mi-chemin sur la rue Jeanne-d'Arc et au niveau du palais de justice. Son entrée principale et sa sortie se situent sur la place du Maréchal-Foch.
Cette station abrite des œuvres de Philippe Kauffmann.
En 2022, elle est renommée en l'honneur de l'avocate féministe Gisèle Halimi.

## Situation
Sur le réseau du tramway de Rouen, la station Palais de Justice - Gisèle Halimi est établie sur la portion souterraine du tronc commun entre les stations Gare-Rue Verte et Théâtre des Arts.

## Histoire
Le chantier du « Métrobus », sur la rive droite de la Seine, débute en juillet 1993 par le creusement des tunnels. Contrairement aux autres stations souterraines, les travaux de la station Palais de Justice ne débutent pas car le maire Jean Lecanuet a demandé une modification de sa situation géographique « le jour où les travaux devaient commencer ». L'emplacement initialement prévu était le square Verdrel, mais le nouveau choix de site se porte sur la place du Maréchal-Foch.
De 1992 à 1995, Marie-Clotilde Lequoy dirige une fouille préventive importante sur le site de la station Palais de Justice, place du Maréchal-Foch.
L'inauguration du réseau se déroule le 16 décembre 1994 sur la place Bernard-Tissot. La station Palais de Justice n'étant pas encore terminée, il faut attendre le 1er septembre 1997 pour assister à son inauguration et sa mise en service.
En 2010, les œuvres de Philippe Kauffmann sont rénovées.
En 2012, les rames bleues Alsthom TFS (Tramway français standard) sont remplacées par des rames blanches Alstom Citadis série 402.
Le 27 août 2022, la station est renommée « Palais de Justice - Gisèle Halimi » afin d'honorer la mémoire de l'avocate féministe Gisèle Halimi, célèbre pour ses combats en faveur des droits humains ; ce changement avait été annoncé plusieurs mois plus tôt par la ville de Rouen dans le cadre d'une démarche municipale visant à valoriser la place des femmes dans l'espace public,. L'année suivante, des panneaux indicatifs comportant des éléments biographiques et des citations de Gisèle Halimi sont installés sur les murs de la station, aux abords des quais.

## Service des voyageurs

### Accueil
La station Palais de Justice - Gisèle Halimi est une station souterraine accessible par la rue Jeanne-d'Arc où l'on trouve trois ascenseurs, des escalators et des escaliers. Ses deux quais d'une longueur de 60 mètres, équipés de valideurs de titres de transport, sont accessibles aux personnes à la mobilité réduite.

### Desserte
La station, située sur le tronc commun du réseau, est desservie par les rames à destination des trois terminus de la ligne, avec une première desserte à 5 h 3 (5 h 48 le dimanche) et la dernière desserte à 0 h 13 (23 h 13 le dimanche).

### Intermodalité
À proximité immédiate, on trouve :
- la librairie l'Armitière ;
- l'Espace du Palais ;
- la Maison sublime ;
- le palais de justice ;
- la place du Maréchal-Foch ;
- et la place du Vieux-Marché.

## Conception artistique

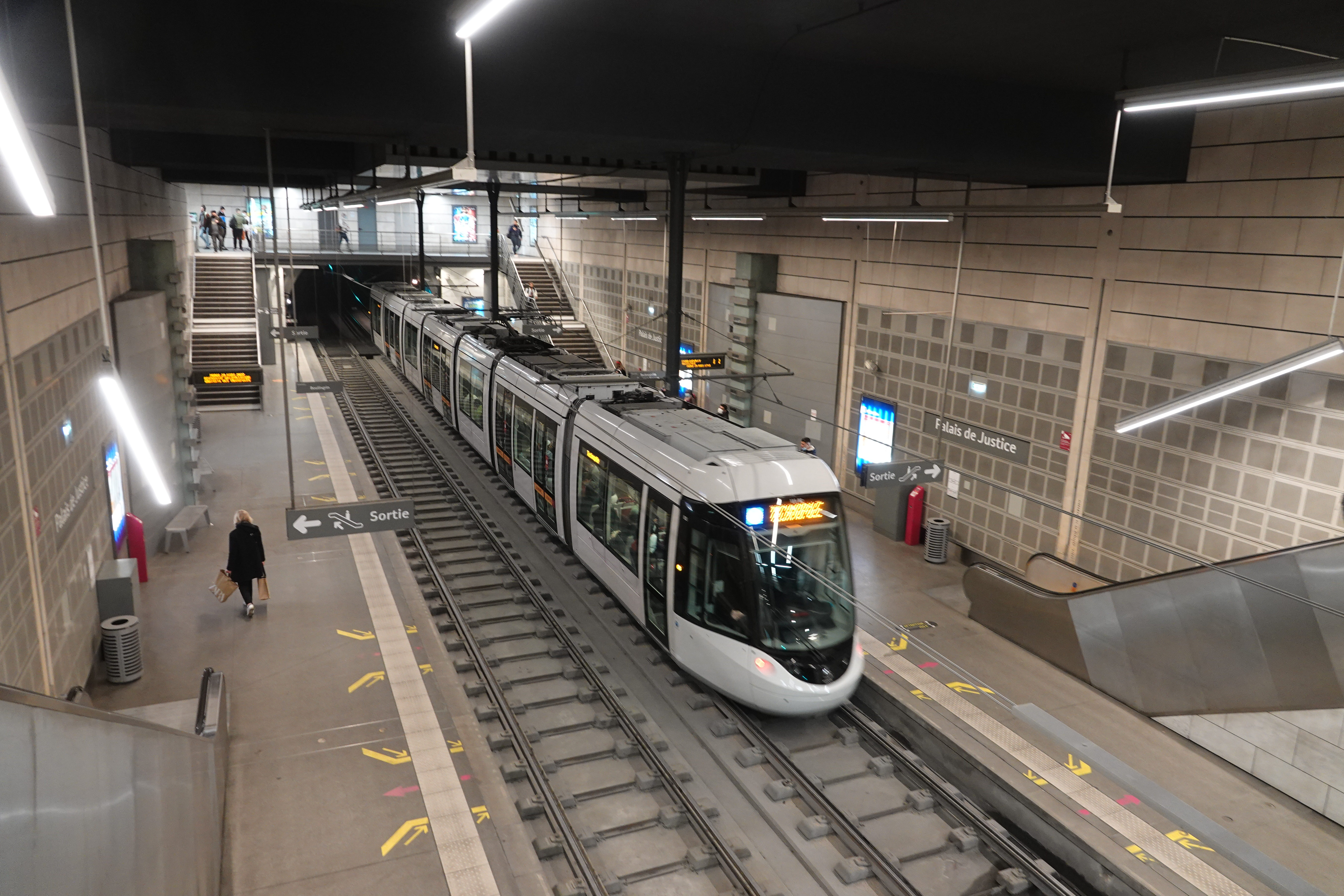
Arrêt d'une rame Citadis à la station.

Comme les autres stations souterraines, la conception et la réalisation de la station Palais de Justice ont été confiées à l'architecte-urbaniste Yves Couloume qui a produit « des volumes ouverts, des surfaces animées (pierre et métal perforé au lieu du carrelage habituel) et surtout une lumière du jour abondante dotent ces lieux de passage et d'attente d'une vraie qualité esthétique qui encadre magistralement toutes les interventions artistiques ».
Un an avant la livraison des premières stations, le Syndicat intercommunal de l'agglomération rouennaise a mandaté la Direction régionale des affaires culturelles (DRAC) de Haute-Normandie pour créer un groupe de travail, piloté par Victoire Dubruel, dont l'objet était de réaliser un parcours artistique financé par du mécénat d'entreprises. Pour cette station, le choix s'est porté sur Le Designer-scénographe de Philippe Kauffmann. L'installation comprend notamment « deux colonnes de lumière bleu fluo » située sur les quais, et d'autres éléments lumineux qui s'allument lors de l'arrivée d'une rame.